# Santino Fontana
Santino Anthony Fontana, född 21 mars 1982 i Stockton, Kalifornien, USA, är en amerikansk skådespelare och sångare.
Han har gjort rollen som Greg Serrano i TV-serien Crazy Ex-Girlfriend. Han har också gjort rösten till Prins Hans i Disneyfilmen Frost.